# Beata Mateusiak-Pielucha
Beata Anna Mateusiak-Pielucha (ur. 23 kwietnia 1963 w Wieluniu) – polska polityk i urzędniczka samorządowa, w latach 2006–2010 starosta pajęczański, posłanka na Sejm VIII i IX kadencji.

## Życiorys
Uzyskała wykształcenie średnie ogólne; w 1982 została absolwentką I Liceum Ogólnokształcącego im. Tadeusza Kościuszki w Wieluniu. Studiowała prawo na Uniwersytecie Wrocławskim, działając w tym czasie w Niezależnym Zrzeszeniu Studentów. W latach 1990–2006 pracowała (z przerwami) w pajęczańskim oddziale Kasy Rolniczego Ubezpieczenia Społecznego. Prowadziła własną działalność gospodarczą, zajmowała się także rolnictwem.
W latach 90. była wybierana na radną gminy Działoszyn. Działała w Porozumieniu Centrum, którego była współzałożycielką, pełniła funkcję sekretarza zarządu wojewódzkiego. W 2001 związała się z Prawem i Sprawiedliwością, należąc do założycieli tej partii i zasiadając we władzach krajowych PiS. Bezskutecznie kandydowała do Sejmu z ramienia tej partii w 2005 i w 2011.
W 2006 została powołana na pełniącą obowiązki wójta gminy Sędziejowice. Bez powodzenia ubiegała się o wybór na urząd wójta. Została wówczas wybrana na radną powiatu pajęczańskiego, po czym objęła funkcję starosty pajęczańskiego III kadencji. W 2010 ponownie uzyskała mandat radnej (po rezygnacji Rafała Draba, wybranego na burmistrza Działoszyna). W 2011 została asystentką burmistrza miasta i gminy Działoszyn, a w 2014 ponownie radną powiatu.
W wyborach parlamentarnych w 2015 ponownie kandydowała do Sejmu w okręgu sieradzkim. Uzyskała mandat posłanki VIII kadencji, otrzymując 12 059 głosów. W parlamencie została członkinią KP PiS, a także m.in. Komisji do Spraw Energii i Skarbu Państwa, Komisji do Spraw Unii Europejskiej oraz Komisji Kultury i Środków Przekazu.
W 2016, po obejrzeniu filmu Wołyń napisała: „(…) powinniśmy wymagać od ateistów, prawosławnych czy muzułmanów oświadczeń, że znają i zobowiązują się w pełni respektować polską Konstytucję i wartości uznawane w Polsce za ważne. Niespełnianie tych wymogów powinno być jednoznacznym powodem do deportacji.”; wpis ten wywołał liczne komentarze i oburzenie ze strony ateistów oraz mniejszości religijnych w Polsce. Za słowa te posłanka ukarana została przez Komisję Etyki Poselskiej.
Bezskutecznie startowała w wyborach do Parlamentu Europejskiego w 2019. W wyborach krajowych w tym samym roku uzyskała poselską reelekcję, otrzymując 13 030 głosów. W Sejmie IX kadencji ponownie dołączyła do Komisji do Spraw Energii i Skarbu Państwa oraz Komisji do Spraw Unii Europejskiej. Nie kandydowała w kolejnych wyborach parlamentarnych w 2023. Następnie zatrudniona w działoszyńskim urzędzie miejskim, a w 2024 została dyrektorem Regionalnego Centrum Rozwoju Kultury i Turystyki w Działoszynie.